# 부누바어족
부누바어족(영어: Bunuban languages) 또는 부나바어족(영어: Bunaban languages)은 오스트레일리아 북부의 원주민 언어들이 이루는 작은 어족이다. 부누바어와 구니얀디어라는 두 개의 언어가 속한다. 두 언어는 영어와 네덜란드어가 닮은 정도로 서로 비슷하다. 부누바어의 화자 수는 약 100명, 구니얀디어의 화자 수는 약 400명이다. 두 언어는 모두 소멸위기언어이다.

## 참고 문헌
- McGregor, William (2004). 《The Languages of the Kimberley, Western Australia》. London, New York: Taylor & Francis. 39–40쪽.